# Famille de Billens
La famille de Billens est une ancienne famille de petite noblesse originaire du Pays de Vaud et qui apparaît au milieu du XIIe siècle. La famille a possédé les seigneuries de Palézieux, Bourjod et Macconnens.

## Historiques

### Origines
La famille de Billens est une famille de petit noblesse originaire du Pays de Vaud et qui apparaît au milieu du XIIe siècle. Ils tirent leur nom du village de Billens,.

### Au service de la maison de Savoie
Les Billens ont exercé les charges de baillis, châtelains et juristes au service de la maison de Savoie. Par exemple, Nantelme de Billens était châtelain des Clées en 1263. Humbert de Billens fut châtelain de Romont entre 1336 et 1341. Rodolphe de Billens fut bailli de Vaud de 1287 à 1288. François de Billens fut également bailli de Vaud en 1454 et 1455. En 1300, Jean de Blonay reprend en fief du comte de Savoie sa seigneurie de St-Légier-ès-Mains de Rodolphe de Billens et Thomas de Conflans, tous deux représentants du comte.

### La fin de la famille de Billens
La famille s'est éteinte avec François de Billens, qui vivait encore en 1514.

## Armoiries
|  | Les armes de la famille se blasonnent ainsi : de gueules à la bande d'or, côtoyée de deux cotices d'argent. Certains auteurs ont pu utilisés des variantes au mot côtoyée, ainsi on trouve la variante accompagnée,, accostée voire coticée. |

## Possessions
Billens

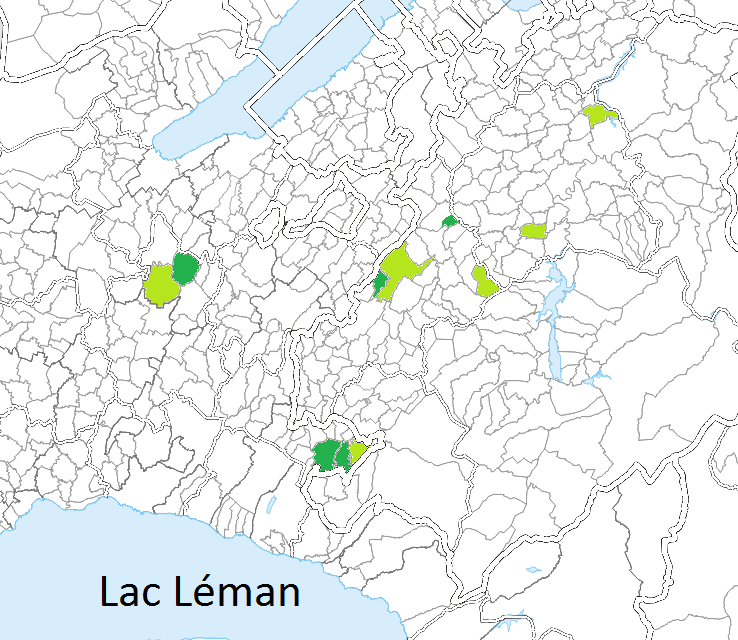
Carte anachronique des possessions de la famille de Billens. Les lieux en vert clair sont les lieux dans lesquels la famille n'a pas tous les droits seigneuriaux.

Les Billens étaient seigneurs du village du même nom. La seigneurie comprenait la commune actuelle, ainsi que la colline de Romont jusqu'en 1329.
Romont
Les Billens étaient vidomnes de Romont. En 1259, Anselme de Billens cède à Pierre de Savoie des droits sur Romont, à savoir le poyet et une partie du château. Nantelme de Billens est vice-seigneur de Romont en 1366.
Palézieux
Nicolas de Billens achète la seigneurie de Palézieux en 1302,,. Son fils Humbert entoure le bourg de murailles, construit un pont sur la Broye et fortifie le château. Le 9 mai 1344, Humbert accorde une charte au bourg de Palézieux,. La seigneurie passe par héritage aux comtes de Gruyère.
Bourjod
Humbert de Billens achète la seigneurie de Bourjod en 1341,. Selon les sources, il la revend en 1352 ou alors son fils la possède en 1360. La seigneurie était composée du village de Pailly et une partie des villages de Vuarrens et Vuarengel,.
Lausanne
Au XIVe siècle, ils possédaient à Lausanne une chapelle funéraire, dans l'église Saint-François. Ils avaient également une maison dans le quartier du Bourg dont la propriété est passée à Amédée VI de Savoie en 1377.
Granges-Paccot
La famille de Billens a possédé le château et les granges. En 1317, Perrod de Billens vend le château et les terres qui en dépendent. Jaques et Marmet de Billens vendent le reste en 1320.
Chavannes-les-Forts
Jaques de Billens a possédé la dîme de ce village.
Estavayer-le-Gibloux
Guillaume de Billens a vendu la dîme de ce village en 1447.
Farvagny-le-Grand
La famille de Billens a possédé des biens à Farvagny-le-Grand.
Macconnens
Les Billens sont seigneurs de Macconnens en 1308 et en 1515.
Villarsiviriaux
En 1271, les Billens achètent les possessions de la famille de Trey à Villarsiviriaux.

## Personnalités
- Nantelme de Billens[16].
  - Nicolas de Billens, quatrième fils du précédent, professeur de droit civil (1272), conseiller du duc de Savoie[16],[Notes 2], seigneur de Palézieux[16].
    - Humbert de Billens, chevalier et seigneur, châtelain[5].
      - Aymon de Billens. ∞ Eléonore de Gruyère[27].
        - Humbert de Billens, évêque de Sion (1388-1392)[27],[28],[Notes 3].
- Jean Ier de Billens. ∞ Alice ou Alexie de Montricher[29].
  - Rodolphe de Billens, prieur du couvent Saint-Maire de Lausanne (1344-1356), chanoine de la cathédrale, prévôt du Mont-Joux (1356-1359)[11],[29].
- François de Billens, dernier du nom[10].
- Jaques de Billens, chanoine de Soissons et vicaire général de l'évêque de Lausanne[30].
- Rodolphe de Billens, prieur de St-Maire (Lausanne) entre 1319 et 1330[31].
- Rod. de Billens, prieur de St-Maire (Lausanne) en 1454[31].
- Jean de Billens, prieur de Rougemont entre 1371 et 1379[32].